# Besseggen

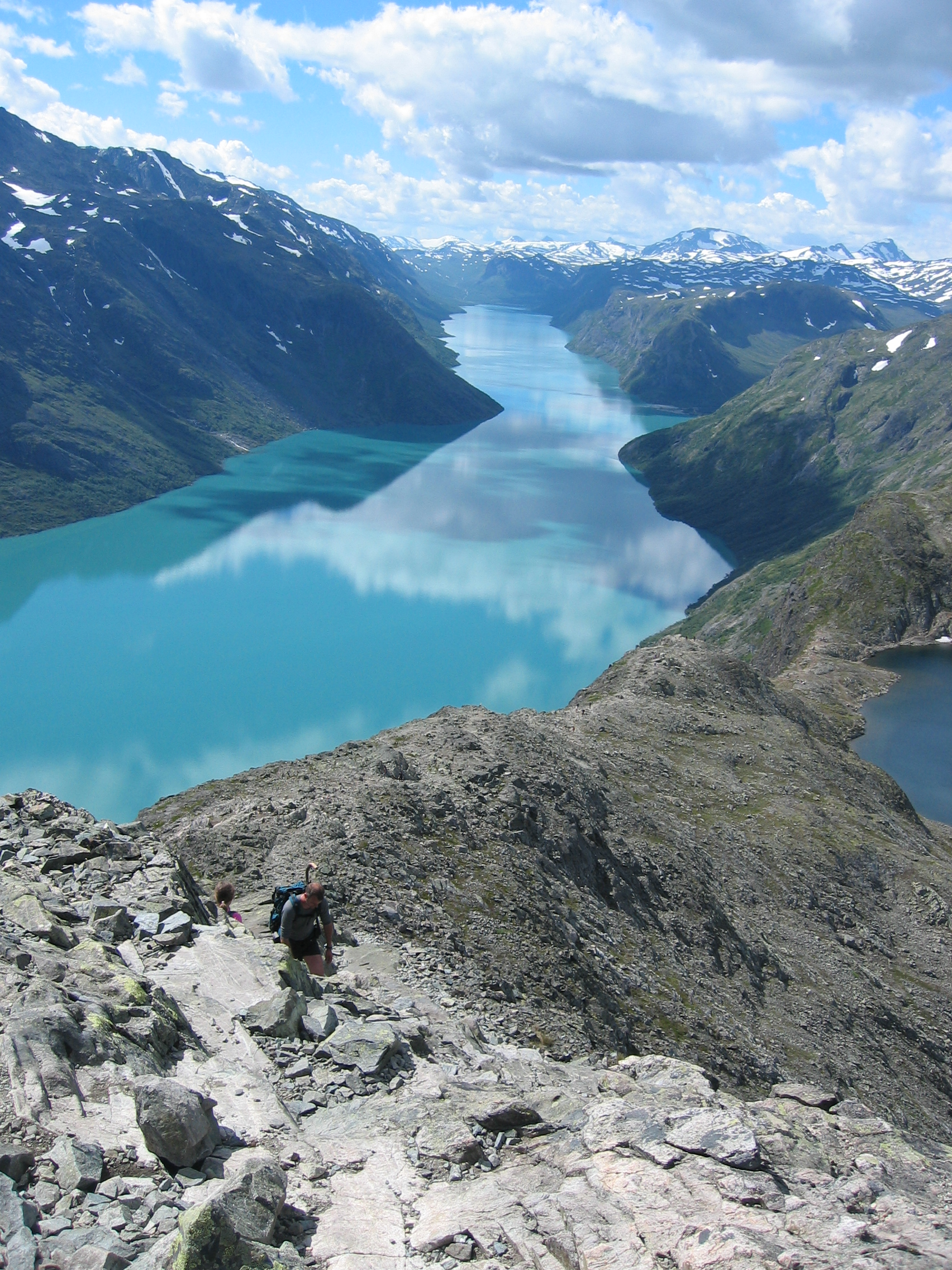
Blick vom Besseggen auf den Gjendesee

Besseggen (oder Besseggi) ist ein Gebirgsrücken in der norwegischen Kommune Vågå in der Provinz Innlandet. Besseggen liegt im Osten von Jotunheimen, zwischen den Seen Gjende und Bessvatnet. Der Name „Besseggen“ bedeutet in etwa „Sensengrat“. Der höchste Punkt trägt den Namen Veslfjellet und erreicht eine Höhe von 1743 moh.
Im Tal befindet sich der zirka 18 Kilometer lange grüne See Gjende (984 moh.). 400 Meter über ihm liegt der fast schwarze See Bessvatnet (1373 moh.). Beide sind nur durch eine 50 m breite Landformation getrennt, die „Bandet“ heißt. Ausgangspunkt der meisten touristischen Touren ist das Örtchen Gjendesheim. Von dort kann man im Sommer mit einem Boot zur Hütte Memurubu fahren, von der aus man einen einfachen Aufstieg hat. Im Winter ist der Weg schwer und nur für ausreichend ausgerüstete Wanderer zu empfehlen. Etwa 30.000 Menschen wandern im Jahr über den Besseggengrat. Der Blick hinunter auf die beiden Seen ist eins der bekanntesten Fotomotive Norwegens.
Der Besseggengrat ist möglicherweise der schmale Grat in Henrik Ibsens Schauspiel Peer Gynt, über den der Titelheld auf einem „Bock“ geritten sein will.